# Rouwbuisneusvleermuis
De rouwbuisneusvleermuis (Murina tenebrosa)  is een zoogdier uit de familie van de gladneuzen (Vespertilionidae). De wetenschappelijke naam van de soort werd voor het eerst geldig gepubliceerd door Yoshiyuki in 1970.

## Voorkomen
De soort komt voor in Japan.